# Little hands
|  | Denne artikel er oprettet af botten PalnaBot ud fra en ekstern database. Den kan derfor have sproglige fejl eller mangler. Denne skabelon kan fjernes efter kontrol af indholdet. |

Little hands er en film instrueret af Anne Katrine Talks.

## Handling
Et poetisk indblik i døve børns liv - i deres lege og kontroverser og oplevelser i døveverdenen. En verden hvor de uden barrierer kan kommunikere på deres eget sprog - tegnsprog.